# Katsuwonus pelamis

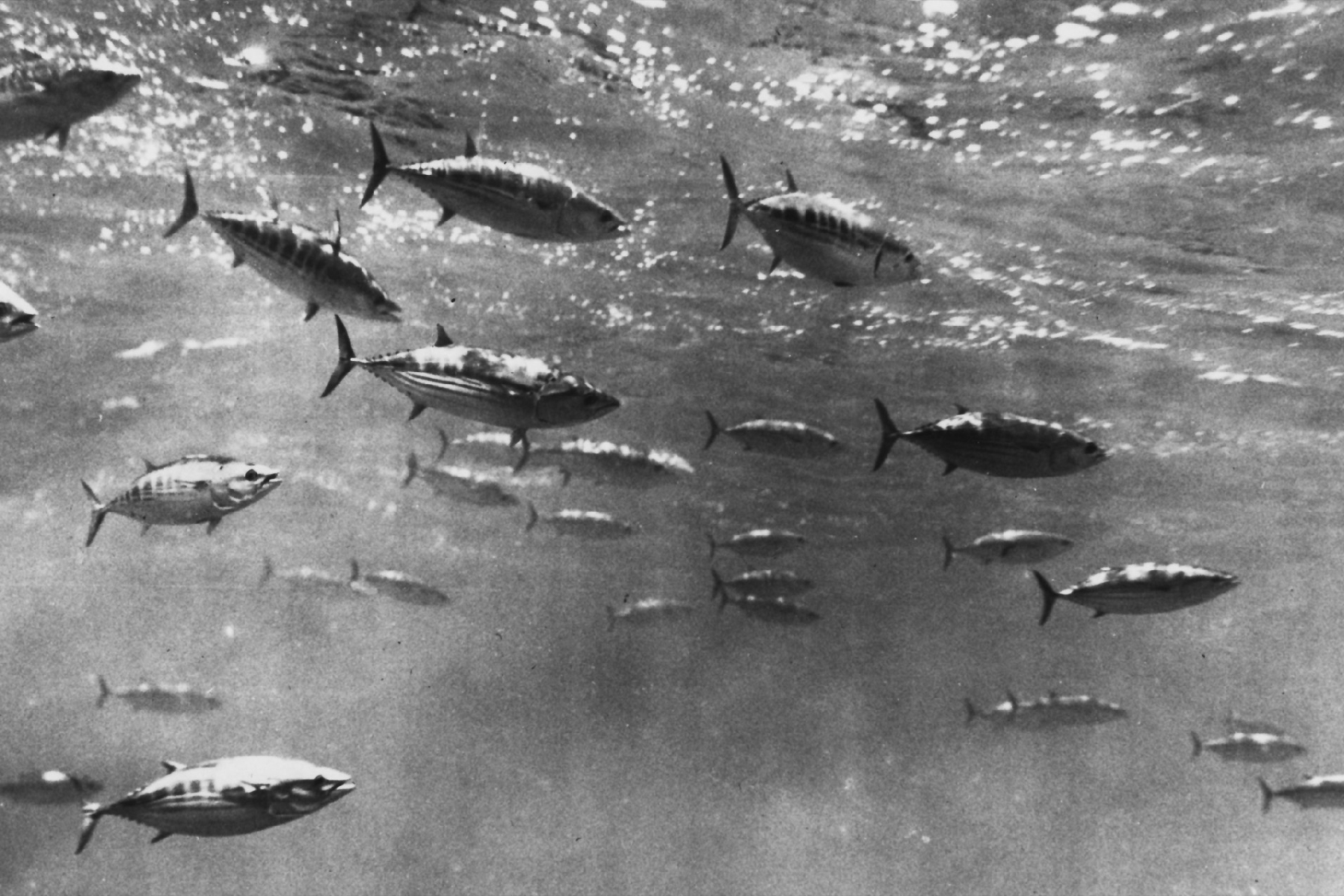
Cardume de gaiados.

O Katsuwonus pelamis (Linnaeus, 1758) (do  jap.: 鰹  antigamente katsuwo) é uma espécie de peixes da família Scombridae com distribuição natural cosmopolita nas águas tropicais e temperadas, estando apenas ausente no Mediterrâneo oriental e no Mar Negro. A espécie apresenta valor comercial elevado, sendo objecto de uma importante pescaria que representa cerca de 40% do total das capturas mundiais de atum.

## Nomes comuns
Dá pelos seguintes nomes comuns: bonito (não confundir com a espécie Sarda sarda, que consigo partilha este nome), bonito-listado, gaiado (não confundir com a espécie Sarda sarda, que consigo partilha este nome), atum-bonito e atum-gaiado.

## Descrição
A espécie K. pelamis caracteriza-se por um corpo fusiforme, sem bexiga natatória, de secção arredondada e alongada, de aspecto robusto, sem escamas excepto ao longo da linha lateral e do corselete. O comprimento máximo registado é de 108 cm, com 32,5 a 34,5 kg de peso vivo, mas a maioria dos espécimes capturados mede menos de 80 cm e pesa entre 8 e 10 kg. A coloração é escura na zona dorsal e prateada nos flancos inferiores e barriga, apresentando 4 a 6 bandas longitudinais negras ou cinzento-escuras ao longo de cada flanco.
As barbatanas são possantes e longas, de coloração escura, com a primeira barbatana dorsal nitidamente mais alta que a segunda, as barbatanas peitorais são mais pequenas, não chegando a atingir o meio da base da primeira barbatana dorsal, e a barbatana anal é seguida de 7 ou 8 pínulas pretas. Apresentam uma possante quilha de cada lado da barbatana caudal.
Este atum desova várias vezes por ano nas águas equatoriais, sendo que as larvas se restringem a áreas com temperatura superficial do mar de pelo menos 25 ºC. O período da desova é mais curto à medida que o peixe se afasta da linha do equador. Os adultos preferem águas com a temperatura média de cerca de 15 ºC.
Presente nas águas tropicais, subtropicais e temperadas de todos os oceanos, as capturas da espécie representa cerca de 40% do total das capturas mundiais de atum, sendo o maior mercado o asiático, com destaque para o Japão. As capturas são feitas junto à superfície das águas, em geral recorrendo a artes de cerco e salto e vara, embora por vezes se recorra a palangre de superfície.

## Galeria
|  |  |